# Hesián

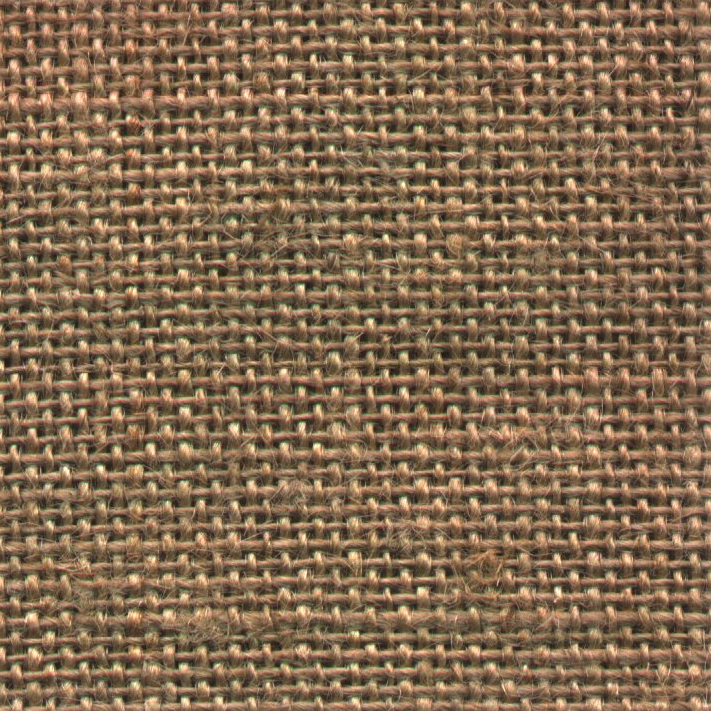
Vzorové provedení hesiánu

Hesián je hrubá jutová tkanina v plátnové vazbě často také nazývaná burlap.

## Z historie hesiánu
Tkanina na způsob hesiánu se vyráběla v Indii a Pákistánu už stovky let. Název však pochází pravděpodobně z doby americké občanské války, kdy na straně Konfederovaných bojovali žoldáci z německého Hesenska v uniformách zhotovených z této jutové tkaniny. V roce 1830 se začalo ve Skotsku s výrobou jutové příze na upravených strojích původně používaných ke spřádání lnu a v roce 1855 v také Kalkatě. Po několikaleté zkušenosti s tkaním hrubé pytloviny se v Indii a ve Skotsku začalo také s výrobou hesiánu průmyslovým způsobem.
Na začátku 21. století se hesián podílel asi 11 % na celkovém váhovém množství jutových textilií a průměrná cena dosáhla cca 0,94 €/kg.

## Způsob výroby

### Výroba příze
Příze na hesián se vyrábí z bílé juty. Konce stonků se po rozvláknění ulamují (až 60 % z celkové váhy), před zpracováním v přádelně se do vlákniny přidává 6–10 % emulze. Po rozvolnění a mísení následují 2 pasáže mykacích a 3 pasáže protahovacích strojů. Přást se vyrábí na křídlovce s hřebenovým průtahovým ústrojím (průtah cca 8×), dopřádací křídové stroje pracují s otáčkami vřeten 2800-3000/min.

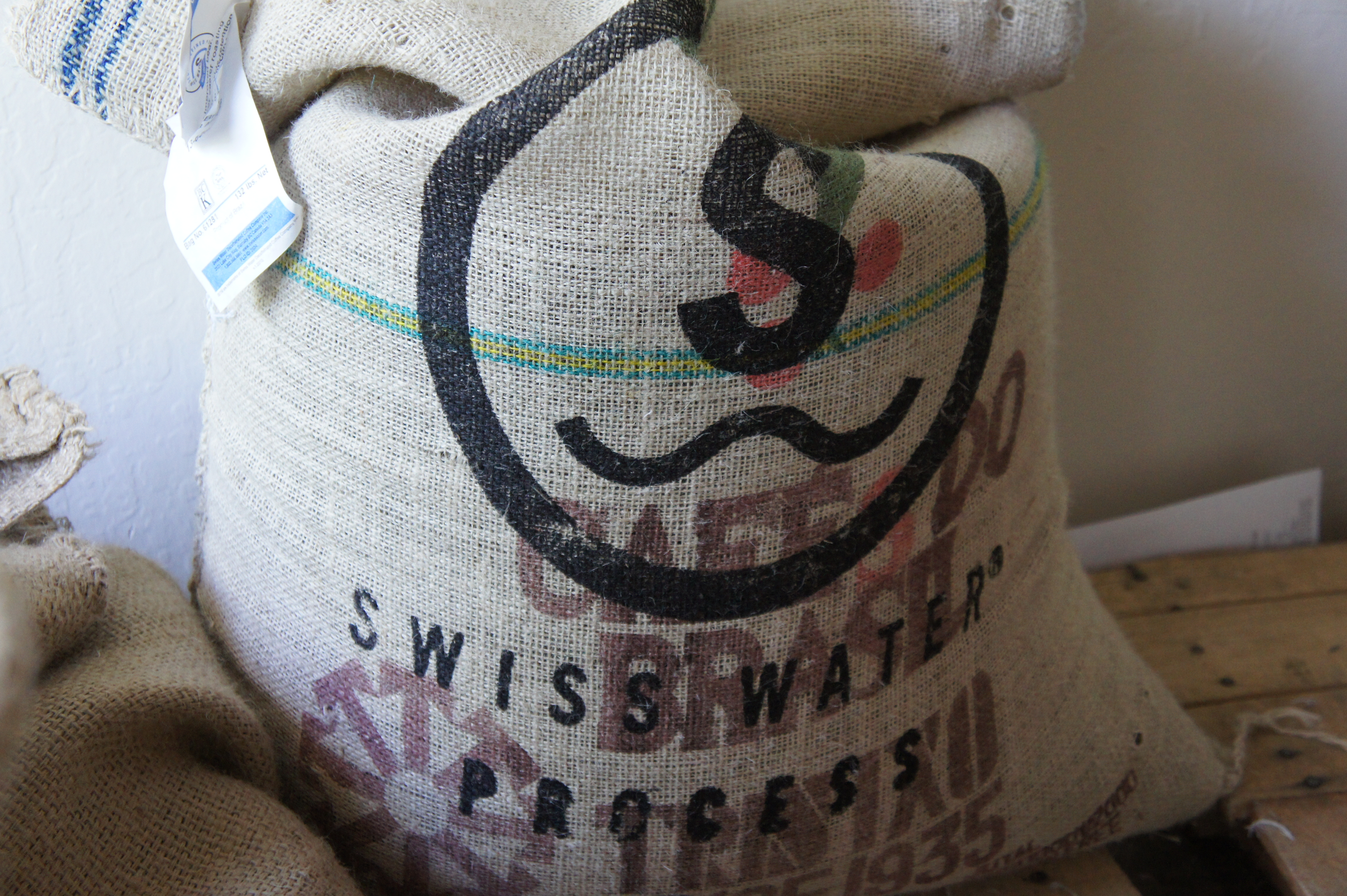
Pytel z hesiánu se zrnkovou kávou

Jemnost příze se tradičně vyjadřuje v tzv. grist
1 grist = 1 angl. libra / 14400 yds
Příze pro hesián se vyrábějí v jemnostech:
- osnova – 7,5–9,5 grist (300–370 tex)
- útek – 9,5–11,5 grist (230–300 tex)

Počet zákrutů pro oba druhy se udává se 140–160 / m.

### Tkaniny
se vyrábějí v plátnové vazbě s hmotností do 500 g/m², ve standardní šířce 102 cm (40"), menší množství v šířce 127 cm (50") a jako pásy (stříhané na max. 15 cm ze standardní šířky).
Člunkové stavy běží rychlostí do 150 metrů (prohozu útku) za minutu.
Úprava: barvení, postřihování, kalandrování, paření, mandlování

## Vlastnosti a použití hesiánu
Hesián je lehčí než pytlovina (sacking), pevný, tuhý, odolný proti hnilobě, velmi snadno barvitelný.
Použití: obaly, pytle, sáčky, kabelky, tapety, krejčovské vložky, tapety, koberečky aj.